# Vicent Marzo

Vicent Marzo (València 1763 - 1824) fou un arquitecte valencià de l'època neoclàssica.

## Biografia i obres
Va ser deixeble d'Ignasi Vergara i alumne de l'Acadèmia de Sant Carles de València, de la qual més tard en seria acadèmic, professor de matemàtiques i fins i tot, director general l'any 1812.
Les seues obres són poc conegudes malgrat la seua importància, car la majoria d'elles han estat destruïdes darrerament, com l'immens palau dels comtes de Parcent (de la fi del segle xviii), a on hi havia també els telers de seda, o els banys de l'Hospital General, ambdues obres a València. Cal esmentar així mateix l'altar major de la basílica de la Mare de Déu dels Desemparats, d'estil neoclàssic (Catedral de València), i també va ser l'autor dels plànols de l'església de la Mercè de Barcelona. A banda, va fer actuacions arquitectòniques com la renovació de la Col·legiata de Santa Maria de Gandia, el cambril i el retaule de l'església de Sant Miquel de Llíria, el disseny de dos retaules a l'església de Xestalgar o els plànols de l'església del Santíssim Sacrament (Almàssera).